# 青年和民主運動
青年和民主運動（法語：Mouvement pour la Jeunesse et la Démocratie）是一個阿爾及利亞小型政黨，該黨在2007年5月17日舉行的全國人民議會選舉中獲得2.31%選票，因此可以在該屆389個議席中得到5個席位。